# The Crew-Cuts
The Crew-Cuts fueron un cuarteto vocal canadiense con una serie de discos que alcanzaron popularidad en todo el mundo en los años 50s. Su nombre se debió al corte de pelo militar, una de las primeras conexiones entre la música pop y el peinado. Su intención era la de diferenciar su música pop con los clásicos de pelo largo. Sus temas de más éxito fueron versiones de los éxitos negros de estilo doo wop Sh-Boom, del grupo The Chords, y Earth Angel, de The Penguins, con las que conseguirían más éxito que las bandas originales.
The Crew-Cuts estaban formados por los siguientes miembros:
- Rudi Maugeri (21 de enero de 1931 - 7 de mayo de 2004), barítono.
- John Perkins (28 de agosto de 1931), voz.
- Ray Perkins (28 de noviembre de 1932), bajo, hermano del anterior.
- Pat Barrett (15 de septiembre de 1933), tenor alto.

## Carrera
Maugeri y John Perkins comenzaron a cantar en un cuarteto llamado Jordonaires, que más tarde pasarían a ser The Four Lads. Ambos abandonaron el grupo para terminar sus estudios de secundaria y más tarde, en marzo de 1952, junto con Barrett y Ray Perkins, formarían el grupo The Four Tones.
Barry Nesbitt, un pichadiscos de Toronto, les dio a conocer en su programa semanal para adolescentes, presentándolos con el nombre de The Canadaires. 
En 1954 graban una versión propia de Sh-boom, consiguiendo un gran éxito que no alcanzó el original. Este tema, de estilo doo wop, sería uno de los primeros éxitos del rock and roll, anterior incluso al conocido Rock around the clock, que sonaría poco después en ese mismo año.
El grupo consiguió otros dos pequeños éxitos con Kokomo y Earth Angel (número 3 de las listas estadounidenses) antes de su disolución en 1964.

## Discografía

### Álbumes
- Crew Cut Capers, 1954 (Mercury)
- The Crew Cuts On The Campus, 1954 (Mercury)
- Music Ala Carte, 1955 (Mercury)
- Surprise Package, 1958 (RCA Victor)
- The Crew Cuts Sing, 1959 (RCA Victor)
- The Crew Cuts Have A Ball, 1959 (RCA Victor)
- You Must Have Been A Beautiful Baby, 1960 (RCA Victor)
- The Crew Cuts Sing Out!, 1960 (RCA Victor)
- High School Favorites, 1962 (Wing)
- The Crew Cuts Sing Folk, 1963 (Camay)
- Dancing And Dreaming 196? (???)
- The Wonderful Happy Crazy Innocent World Of The Crewcuts, 1980 (Picc-A-Dilly)
- The Best Of The Crew Cuts: The Mercury Years 1996 (Mercury)

### Sencillos
1954 
- All I Wanna Do / The Barking Dog (Mercury)
- Crazy 'Bout You Baby / Angela Mia (Mercury)
- Oop-Shoop / Do Me Good Baby (Mercury)
- Sh-Boom / I Spoke Too Soon (Mercury)
- Dance Mr. Snowman Dance (Mercury)

1955 
- The Whippenpoof Song (Mercury)
- Earth Angel / Ko Ko Mo (I Love You So) (Mercury)
- Chop Chop Boom (Mercury)
- Don't Be Angry / Chop Chop Boom (Mercury)
- A Story Untold / Carmen's Boogie (Mercury)
- Carmen's Boogie (Mercury)
- Gumdrop / Song Of The Fool (Mercury)
- Angels In The Sky / Mostly Martha (Mercury)
- Slam Bam (Mercury)
- Unchained Melody / Two Hearts Two Kisses (Mercury)

1956 
- Seven Days / That's Your Mistake (Mercury)
- Tell Me Why (Mercury)
- Bei Mir Bist Du Schon (Mercury)
- Love In A Home (Mercury)
- Halls Of Ivy (Mercury)
- Keeper of the Flame / Love In The Home (Mercury)

1957 
- Young Love / Little By Little (Mercury)
- Whatever, Whenever, Whoever (Mercury)
- Suzie Q (Mercury)
- I Sit In The Window (Mercury)
- Be My Only Love / I Like It Like That (Mercury)

1958 
- Hey! Stella / Forever, My Darling (RCA)

1959 
- Over The Mountain (RCA)
- Legend Of Gunga Din (RCA)